# Какау (фудбалер)
Клаудемир Жеронимо Барето (27. март 1981), познатији као Какау, бивши је немачки фудбалер бразилског порекла.

## Статистика
| Немачка | Немачка  | Немачка |
| Година  | Утакмица | Голова  |
| ------- | -------- | ------- |
| 2009    | 4        | 0       |
| 2010    | 13       | 4       |
| 2011    | 4        | 1       |
| 2012    | 2        | 1       |
| Укупно  | 23       | 6       |